# Pikolit
Pikolit ime avtohtone slovenske vinske trte in istoimenskega sladkega desertnega vina, pridelanega iz sušenega grozdja. Domovina pikolita je Vipavska dolina. Ponovna oživitev gojenja te stare vinske sorte poteka od 90-ih let 20. stoletja dalje, pred tem je bil pikolit velika redkost.
V seznamih sort trt se pikolit pojavlja z več imeni: rumeni pikolit, tržaški pikolit, bizeljšak in z nemškima imenoma Wisellertraube in Blaustiel. Jagode naj bi bile odporne proti gnitju in sladke, trsi pa dobro rodijo, če niso preveč obrezani. Sicer pa je v bazah podatkov o trtah trta (beli) pikolit navedena kot avtohtona v Furlaniji - Julijski krajini in slabo in neredno rodna (predvsem zaradi odpadanja cvetov), trte pa občutljive. Verjetno ista sorta uspeva tudi na Madžarskem, kjer se imenuje kéknyelű.
Pikolit je bil mednarodno priznano vino še sredi 19. stoletja. Pridelovali so ga na Vipavskem, pa tudi na Goriškem. Iz tiskanih virov so znani podatki o priznanjih za to vino na kmetijskih razstavah. Tako je na primer na Dunajski kmetijski in industrijski razstavi 1857 vipavski pikolit, ki ga je pridelal vipavski dekan (tehant) in predsednik vipavske podružnice Kranjske kmetijske družbe Jurij Grabrijan, dobil pisno priznanje (pohvalno pismo). Leta 1843 je v tiskanem oglasu za špecerijsko trgovino Euarda Schantla med vini naveden tudi pikolit, ki je bil tretje najdražje vino, za šampanjcem (2 forinta 50 krajcarjev) in malago (1 forint 5 krajcarjev) in je stal 1 forint, medtem ko so bila ostala vina cenejša, cipro 45 krajcarjev, tokaj 40 krajcarjev itd.